# بازرس کل بوندس‌وهر
بازرس کل بوندس‌وهر (Bundeswehr) یا رئیس ستاد کل نیروهای مسلح آلمان بالاترین مقام نظامی و ارشدترین جایگاه در بوندس‌وهر یا نیروهای مسلح آلمان است، که وظیفه برنامه‌ریزی و نظارت بر نیروهای مسلح این کشور را برعهده دارد. این سمت نخستین بار در سال ۱۹۵۷ تعریف شد و اولین بازرس کل ژنرال آدولف هویزینگر بود.
تمام بازرسان کل دارای درجه ژنرال (چهار ستاره) یا ادمیرال بوده‌اند و ریاست ستاد دفاع آلمان در وزارت دفاع فدرال را برعهده دارند و مشاور نظامی مستقیم وزیر دفاع فدرال هستند که در زمان صلح طبق قانون اساسی جمهوری فدرال آلمان، به طور پیش‌فرض دارنده اختیار فرماندهی عالی برای تضمین کنترل غیرنظامی ارتش است.
بازرس کل مسئول مفهوم کلی دفاع نظامی بوندس‌وهر، از جمله برنامه‌ریزی کلی، آماده‌سازی و همچنین ارزیابی کل عملیات بوندس‌وهر است. فرماندهان شاخه‌های ارتش فدرال، بازرس نیروی زمینی آلمان، بازرس نیروی هوایی آلمان و بازرس نیروی دریایی آلمان و فرماندهان خدمات پشتیبانی مشترک آلمان و خدمات مشترک پزشکی آلمان، تابع بازرس کل هستند.